# رضا نصیری
رضا نصیری عضو تیم ملی قایقرانی ایران در دوره‌های ششم الی هشتم مسابقات قهرمانی آسیا.

## ششمین دوره مسابقات قهرمانی آسیا(۱۳۷۴–۱۹۹۵) سی شوآن-چین
تورینگ دونفره ۱۰۰۰متر- محمدرضا خیراندیش و رضا نصیری - مدال نقره

## هفتمین دوره مسابقات قهرمانی آسیا(۱۳۷۶–۱۹۹۷)کره جنوبی
تورینگ یکنفره ۵۰۰ متر- رضا نصیری- مدال طلا